# Lócrida Ozolia

Mapa de la zona de Grecia central donde se ubican algunas de las principales ciudades de la antigua Lócrida. Lócride Ozolia esta en la parte occidental.

Lócrida Ozolia fue la parte occidental de Lócrida habitada por los locrios ozolos (Ὀζόλαι), en el golfo de Corinto con Dórida y Etolia al norte, Fócida al este, y Etolia al oeste. Era un país montañoso y poco productivo. Las montañas del Parnaso (en el límite con Fócida) y del Córax (en el límite con Etolia) ocupaban gran parte del territorio.
El río principal era el Hylaethos (latín Hylaethus), moderno Morno, que desagua cerca de Naupacto. En la parte occidental del territorio estaba el cabo Antirrion (Antirhium) que tenía enfrente el cabo Rion (Rhium) en la costa de Acaya. En la frontera oriental limitaba con la ciudad focidia de Crisa. El nombre ozolos u Ozolia tiene un origen incierto; podría derivar de ὄζειν (oler) del olor que salía de unas fuentes de la montaña Tapiasos (supuestamente causadas por haber estado enterrado allí el centauro Neso) o de que los habitantes iban desnudos o con pieles, o de un vino muy bueno del país; pero ninguna se puede dar por segura.
Supuestamente fueron una colonia de los locrios epicnemidios. Cuando aparecen por primera vez en la guerra del Peloponeso Tucídides dice que eran medio bárbaros como los etolios y los acarnanios a los que se parecían en el vestido y el armamento.
En el 426 a. C. los locrios prometieron ayuda a Demóstenes para invadir Etolia, pero al ser derrotado Demóstenes las tribus se sometieron sin lucha al espartano Euríloco que fue a su territorio desde Delfos.
Más tarde formó parte de la Liga Etolia.
La única ciudad importante fue Anfisa en la frontera con Fócida. Otras ciudades fueron (de oeste a este): en la costa o cercanas a Molicrea; Naupacto, Eneón, Anticira, Eupalio, Eritras (Erythrae), Tolofón, Hessos, Eantea, Hipnia, Caleo; y más al interior Egitio, Potidania, Crocileo, Tiquio , Álope, Mesapia, Hyle, Tritea, Mionia y Fisco.